# Return of the Dream Canteen
Return of the Dream Canteen è il tredicesimo album in studio del gruppo musicale statunitense Red Hot Chili Peppers, pubblicato il 14 ottobre 2022 dalla Warner Records.

## Descrizione
Annunciato a sorpresa da Anthony Kiedis e Flea durante un concerto del Global Stadium Tour 2022, il disco è stato realizzato nelle sessioni di Unlimited Love, momento in cui il gruppo si è riunito con il chitarrista John Frusciante e il produttore Rick Rubin. Inoltre, come dichiarato dai Red Hot, l'album non è composto da b-side o scarti del disco precedente, bensì da nuovi brani pensati per un'esperienza di ascolto differente, nonostante l'assenza di novità a livello di sonorità proposte.

## Promozione
Il lancio dell'album è stato anticipato dalla pubblicazione del primo singolo Tippa My Tongue, avvenuta il 19 agosto 2022. Il 23 settembre è invece stato presentato come secondo estratto Eddie, dedicato alla memoria di Eddie van Halen. Il 14 ottobre successivo, in concomitanza con l'uscita di Return of the Dream Canteen, il gruppo ha diffuso il video musicale di The Drummer, estratto il successivo 15 novembre come singolo.

## Tracce
Testi e musiche di Anthony Kiedis, Flea, John Frusciante e Chad Smith.
1. Tippa My Tongue – 4:20
2. Peace and Love – 4:03
3. Reach Out – 4:11
4. Eddie – 5:41
5. Fake as Fu@k – 4:22
6. Bella – 4:51
7. Roulette – 4:57
8. My Cigarette – 4:24
9. Afterlife – 4:13
10. Shoot Me a Smile – 3:43
11. Handful – 4:01
12. The Drummer – 3:24
13. Bag of Grins – 5:05
14. La La La La La La La La – 3:57
15. Copperbelly – 3:44
16. Carry Me Home – 4:13
17. In the Snow – 5:55

Traccia bonus nell'edizione Alternate Cover
1. The Shape I'm Takin' – 3:35

Traccia bonus nella Tour Edition
1. Whatchu Thinkin' (Live in Paris)

## Formazione
Hanno partecipato alle registrazioni, secondo le note di copertina:
Gruppo
- Anthony Kiedis – voce
- John Frusciante – chitarra, coro, tastiera, sintetizzatore
- Flea – basso
- Chad Smith – batteria

Altri musicisti
- Josh Johnson – sassofono (tracce 2, 5-6, 8 e 11)
- Nathaniel Walcott – tromba (tracce 5-6 e 11)
- Vikram Devasthali – trombone (tracce 5-6 e 11)
- Mauro Refosco – percussioni (tracce 9 e 14)
- Lenny Castro – percussioni (traccia 2)
- Aura T-09 – cori (traccia 2)

Produzione
- Rick Rubin – produzione
- Ryan Hewitt – registrazione a Shangri-La, missaggio all'EastWest Studio
- Bernie Grundman – mastering (LP)
- Vlado Meller – mastering (CD, download digitale)
- Jermey Lubsey – assistenza al mastering (CD, download digitale)
- Bo Bodnar – ingegneria del suono
- Phillip Broussard Jr. – ingegneria del suono
- Jason Lader – ingegneria del suono
- Ethan Mates – ingegneria del suono
- Dylan Neustadter – ingegneria del suono
- Jonathan Pfarr – assistenza all'ingegneria
- Chaz Sexton – assistenza all'ingegneria
- Chris Warren – tecnico gruppo
- Henry Trejo – tecnico gruppo
- Sami Bañuelos – assistenza gruppo
- Lawrence Malchose – assistenza tecnica
- Charlie Bolois – assistenza tecnica
- Aura T-09 – direzione artistica, grafica
- Sarah Zoraya – direzione artistica, grafica
- Julien Calemard – illustrazione
- Thami Nabil – illustrazione
- Clara Balzary – fotografia

## Classifiche

### Classifiche settimanali
| Classifica (2022)                | Posizione massima |
| -------------------------------- | ----------------- |
| Australia                        | 2                 |
| Austria                          | 1                 |
| Belgio (Fiandre)                 | 2                 |
| Belgio (Vallonia)                | 2                 |
| Canada                           | 3                 |
| Croazia                          | 1                 |
| Danimarca                        | 27                |
| Finlandia                        | 4                 |
| Francia                          | 1                 |
| Germania                         | 1                 |
| Grecia                           | 43                |
| Irlanda                          | 4                 |
| Italia                           | 5                 |
| Lituania                         | 62                |
| Norvegia                         | 22                |
| Nuova Zelanda                    | 1                 |
| Paesi Bassi                      | 1                 |
| Polonia                          | 4                 |
| Portogallo                       | 1                 |
| Regno Unito                      | 2                 |
| Repubblica Ceca                  | 17                |
| Slovacchia                       | 76                |
| Spagna                           | 7                 |
| Stati Uniti                      | 3                 |
| Stati Uniti (alternative)        | 1                 |
| Stati Uniti (rock)               | 1                 |
| Stati Uniti (rock & alternative) | 1                 |
| Stati Uniti (tastemaker)         | 1                 |
| Svezia                           | 25                |
| Svizzera                         | 1                 |
| Ungheria                         | 2                 |

### Classifiche di fine anno
| Classifica (2022) | Posizione |
| ----------------- | --------- |
| Francia           | 191       |
| Germania          | 62        |
| Svizzera          | 80        |